# Седерледстунельн
59°19′14″ пн. ш. 18°04′06″ сх. д. / 59.320438° пн. ш. 18.068344° сх. д.
Седерледстунельн (швед. Söderledstunneln — «Тунель південного шляху») — тунель між Сентральбрун і Йоганнесговсбрун на острові Седермальм у Стокгольмі . 
Має довжину 1550 метрів і перетинає острів з півночі на південь.
Будівництво розпочато 9 жовтня 1984 року. 
На дистанції між Бреннкіркагатаном і Фолкунгагатаном в 1944 році був побудований більш ранній тунель під назвою Седергатан у тунелі мілкого закладення. 
В 1964–1966 роках він був продовжений на 150 метрів під середню школу Осе.
На початку 1980-х років було прийнято рішення побудувати тунель, щоб зменшити короки на південь від Гегбергсгатану , а потім відновити існуючий північний тунель. Роботи закінчилися за графіком у січні 1991 року.
Тунель насправді має дві труби шириною 7,25 метра, кожна з яких має дві смуги руху. Висота становить 4,5 метра, 110 метрів довжини пройдено у скелі, а решта забетоновано.

## Галерея

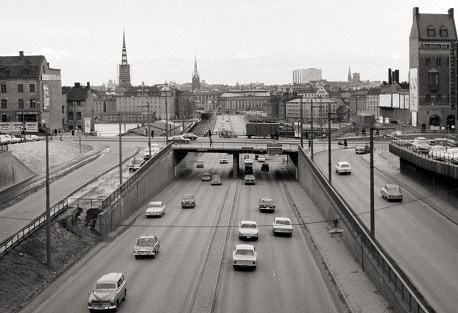
Перед накриттям, 1968
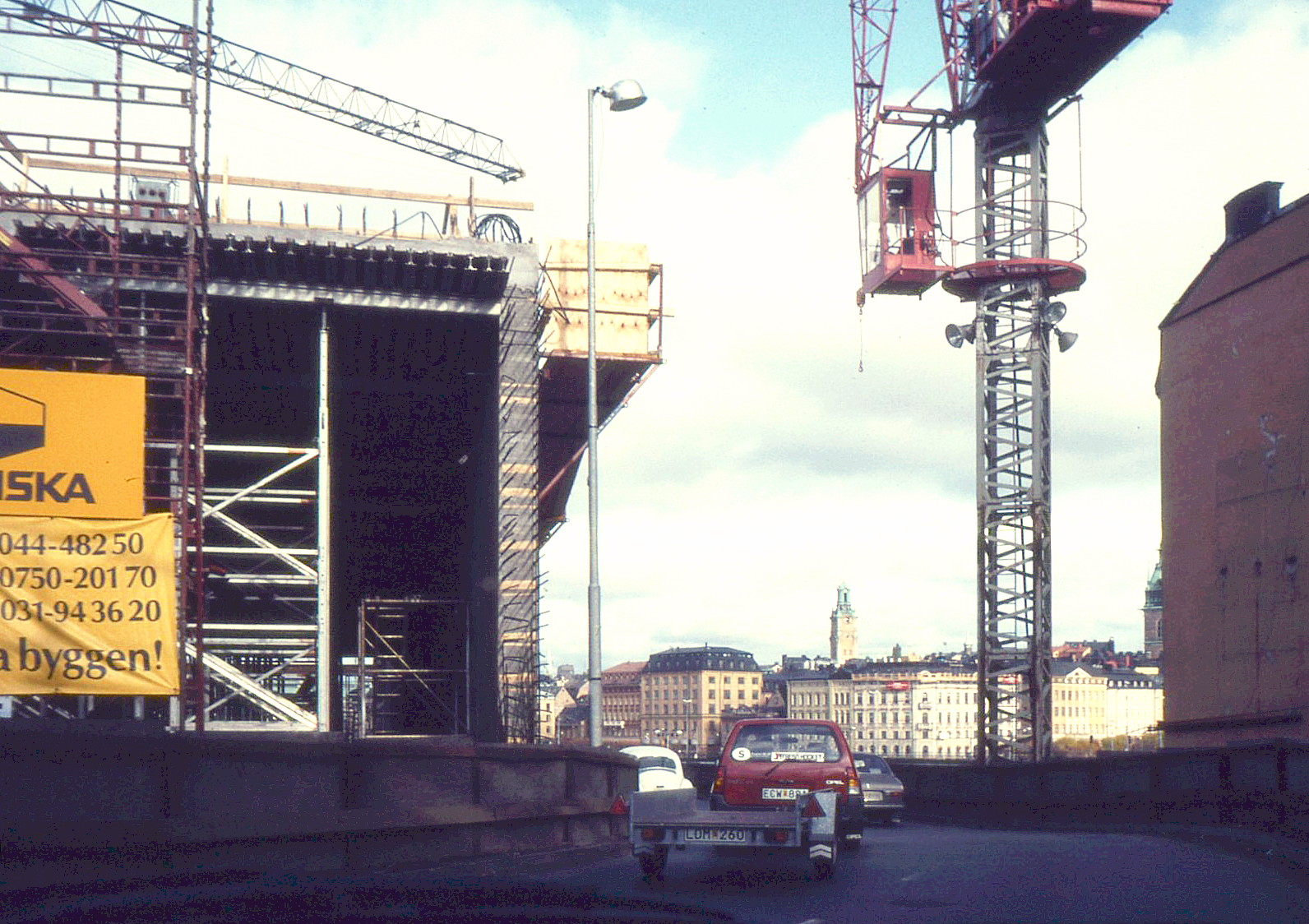
Під час будівельних робіт, 1985 р.
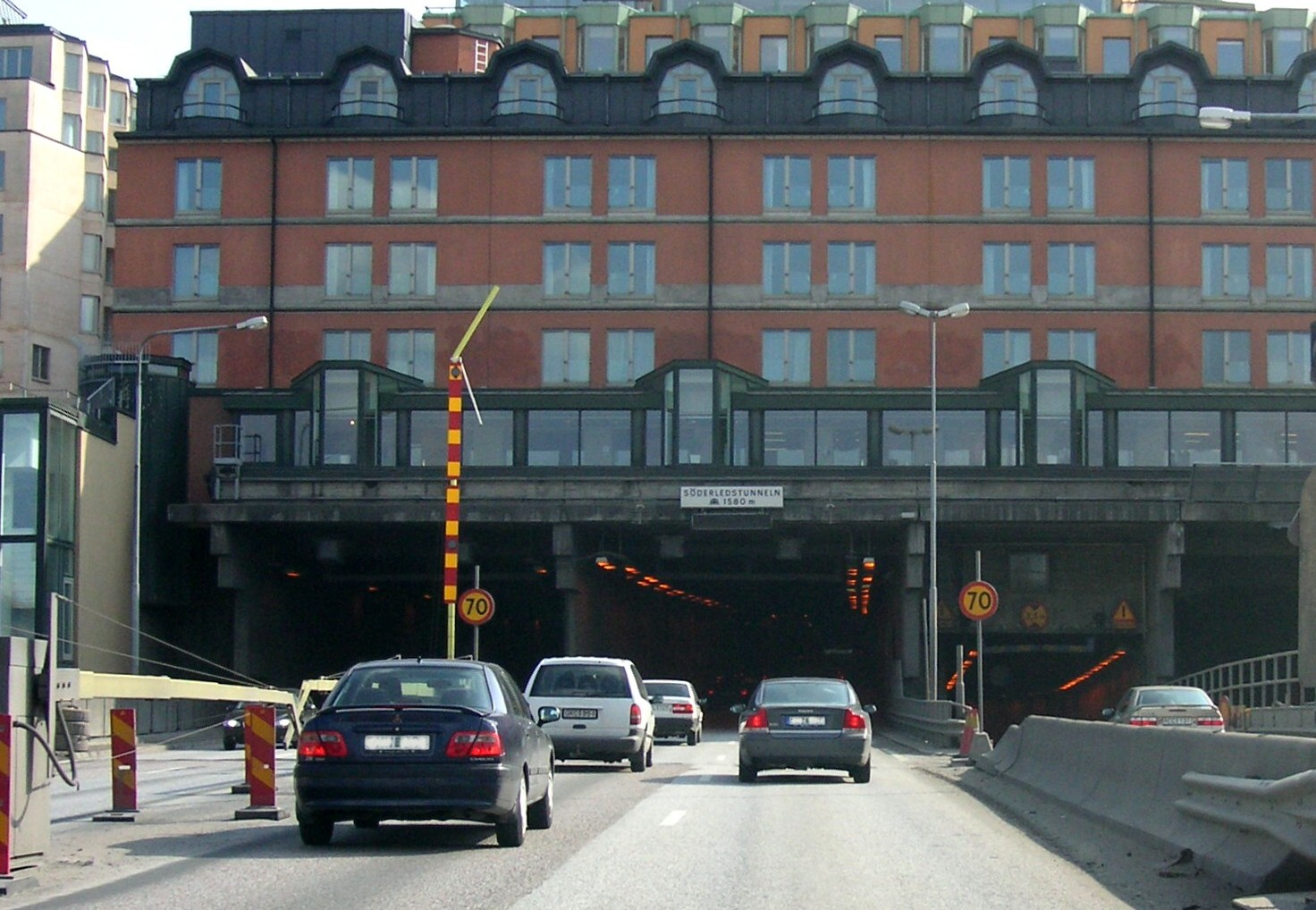
Вхід з півночі, 2008
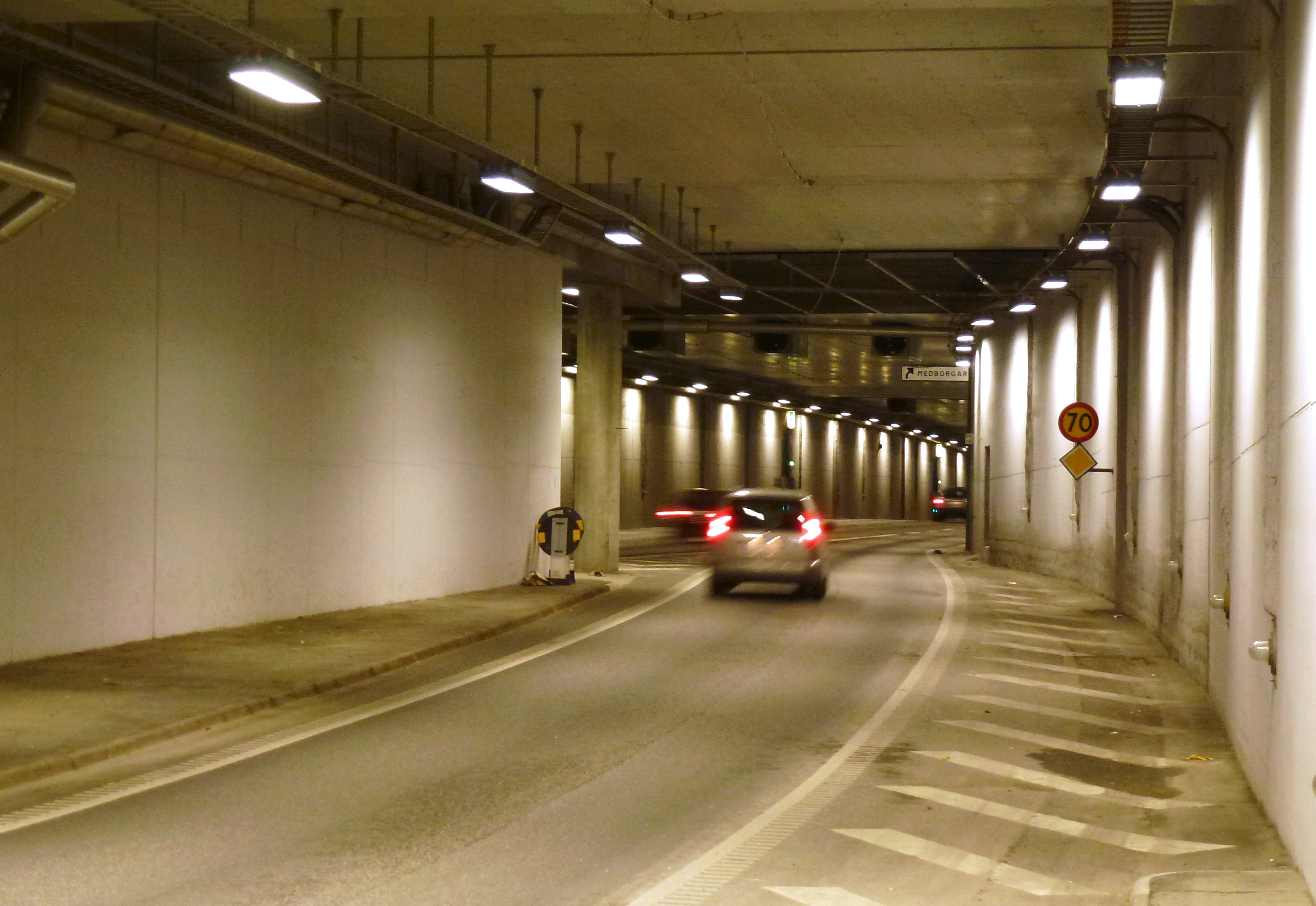
Тунель, що йде на південь, 2012